# Choral-Synagoge (Mariupol)

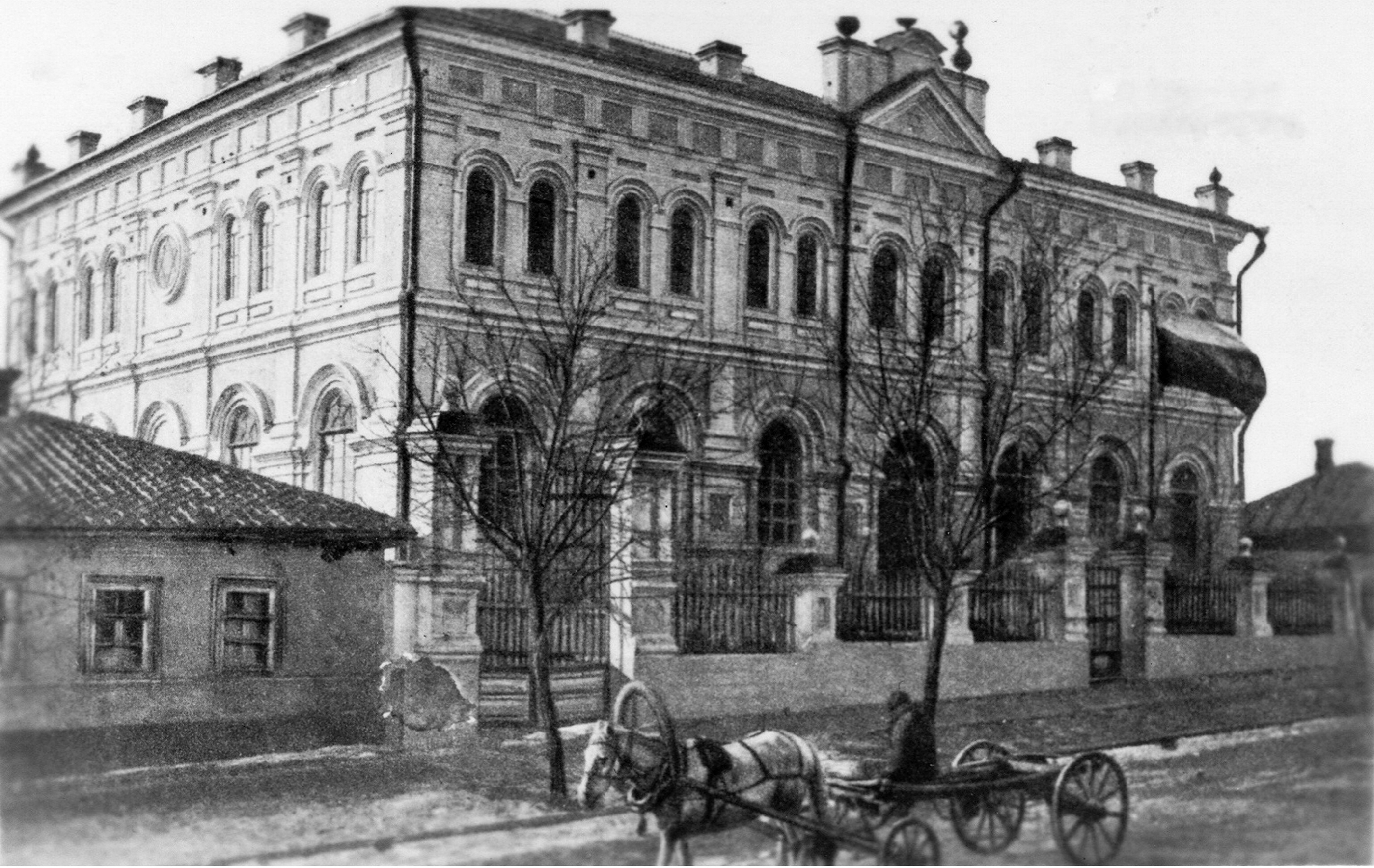
Synagoge nach dem Ausbau

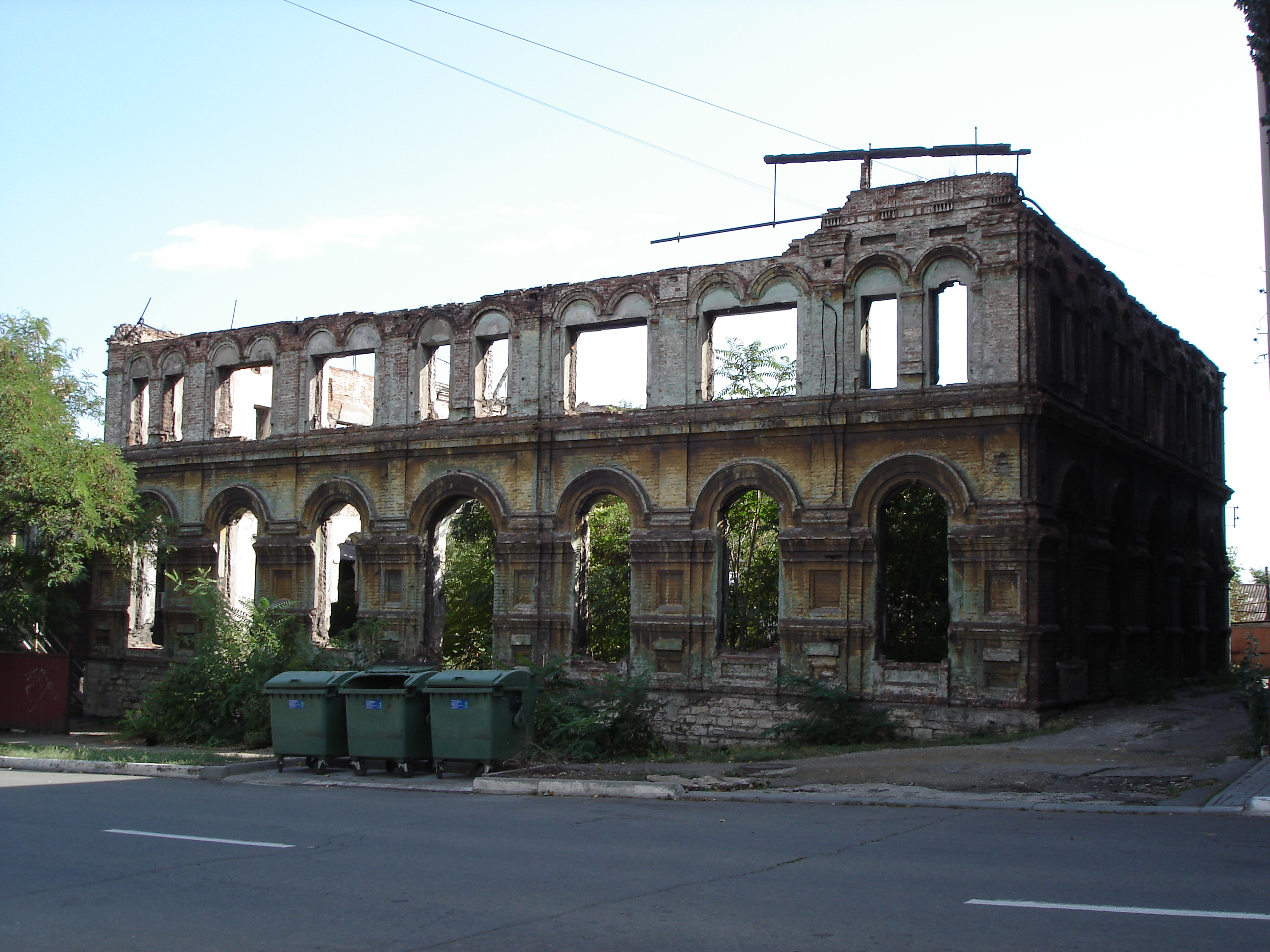
Zustand 2019

Die Choral-Synagoge (ukrainisch Хоральна синагога) war das wichtigste jüdische Gotteshaus in Mariupol in der ukrainischen Oblast Donezk.

## Geschichte
Jahrzehntelang gab es nur wenige Juden in Mariupol, so dass es kein permanentes Gotteshaus für sie gab, sondern nur angemietete Räume. Die erste Synagoge entstand im Jahr 1864, nachdem eine Klarstellung durch das russische Innenministerium von 1859 die Ansiedelung begünstigt hatte. Diese Synagoge für die damals 393 Juden befand sich in der Charlampijewska-Straße (Харлампіївська вулица). In den 1880er Jahren erwarb ein Kaufmann ein neues Grundstück und die zweite Synagoge wurde dort, in der Georgijewska-Straße (Георгіївська вулица), im Jahr 1882 eröffnet. Es handelte sich um einen eher schlichten Bau mit zwei Nebengebäuden. Bereits 1892 gab es Erweiterungspläne, da mittlerweile über 7.000 Juden in Mariupol lebten. Vorgesehen war die Einbeziehung des Hofes in das Gebäude, was in der Zeit um 1900 umgesetzt wurden. Es wurde ein Obergeschoss errichtet und das deutlich Gebäude vergrößert. Die als Nebensynagoge gedachte Einrichtung wurde somit zur Hauptsynagoge der Stadt.
In der Folge der Oktoberrevolution wurden religiöse Einrichtungen bekämpft und die Synagoge wurden in den 1930er Jahren geschlossen, wohingegen die Kirchen der Stadt gesprengt wurden. Es folgte die Nutzung als Turnhalle des Gymnasiums bis zum Zweiten Weltkrieg. Von 1941 bis 1943 wurde es von den deutschen Besatzern als Krankenhaus und Sammelstelle für Arbeitskräfte genutzt. Da das Gebäude auch einen größeren Brand im Jahr 1944 weitgehend unbeschädigt überstand, wurde in der ehemaligen Synagoge die Gipromez-Filiale untergebracht, die sich um den Wiederaufbau der Industrie der Stadt kümmerte. Gipromez erhielt in den 1970er Jahren ein eigenes Gebäude, weshalb eine medizinische Schule in das Bauwerk verlegt wurde, später eine Abendschule und schließlich eine Schule für junge Seeleute, die bis 1988 blieb. Es wurde beschlossen, eine Kunstgalerie einzurichten, wofür aber zunächst das Geld fehlte. In einem Winter Mitte der 1990er Jahre stürzte das Dach unter der Schneelast ein. Um das Gebäude zu retten, wurde es der jüdischen Gemeinde angeboten.
In den 1990er Jahren konnte sich die jüdische Gemeinde reorganisieren und seit den 2010er Jahren Chanukka jährlich im Dramatheater feiern. Mehrfach bemühte sich die jüdische Gemeinde darum, die Synagogenruine zurückzuerwerben und sie dann zu sanieren, erlangte aber zunächst nur das Grundstück zurück. Da das Gebäude selbst einer Privatperson gehört, gestaltete sich der Erhalt als schwierig. Im Oktober 2021 verkündete der Bürgermeister, dass die Stadt die Synagoge wieder aufbauen und der jüdischen Gemeinde übergeben werde. Die jüdische Bevölkerung von Mariupol wurde zu dieser Zeit auf 16.000 Bewohner geschätzt. Anfang 2022 wurde überlegt, die Choral-Synagoge als ukrainisches Kulturdenkmal zu nominieren. Durch die kurz darauf folgende Belagerung von Mariupol im Jahr 2022 wurden die Pläne zunichtegemacht und zahlreiche Juden verließen die Stadt.

## Baubeschreibung
Der 20 × 25 Meter lange Backsteinbau wurde neoklassizistisch gestaltet und besitzt durchgehend rundbogige Fenster. Dazwischen befanden sich Pilaster, die heute nur noch zu erahnen sind. Die Südfassade zur Straße hin besaß im Erdgeschoss je drei große Fenster links und rechts des Einganges, im Obergeschoss hingegen je Doppelfenster. Hier wurde die Gebäudeachse des Einganges durch einen Dreiecksgiebel betont, der ebenso wenig erhalten blieb wie das Dach und seine Schornsteine. Gesimse gliederten das Gebäude zudem auch horizontal. In der Synagoge gab es Frauengalerien. Eine Tora-Rolle überstand die Veränderungen und wird im benachbarten Heimatkundemuseum aufbewahrt.

## Baumeister
In der Zeit, wo die Choral-Synagoge erbaut, umgebaut und vergrößert wurde, gab es drei Stadtbaumeister, die für Entwurf und Bau in Frage kämen:
- Samuel Josipowitsch Ber (ukrainisch: Самуїл Йосипович Бер / russisch Самуил Иосифович Бер)[13] (1854–1905), ausgebildet in St. Petersburg, ging spätestens 1883 nach Chabarowsk, wo er als Architekt und Rabbiner wirkte[14][15]
- Adolf Gustawowitsch Emerik (ukrainisch: Адольф Густавович Емерік / russisch: Адольф Густавович Эмерик)[13]
- Wiktor Nilsen ab 1901.[13]